# Echinoderes ehlersi
Echinoderes ehlersi är en djurart som tillhör fylumet pansarmaskar, och som beskrevs av Carl Zelinka 1931. Echinoderes ehlersi ingår i släktet Echinoderes och familjen Echinoderidae. Inga underarter finns listade i Catalogue of Life.